# Бердс (Илиноис)
Бердс (енгл. Birds) град је у америчкој савезној држави Илиноис.

## Демографија
По попису из 2000. године број становника је 51.
| Група             | 2000.      | 2010.    |
| Белци             | 50 (98,0%) | 0 (0,0%) |
| Афроамериканци    | 0 (0,0%)   | 0 (0,0%) |
| Азијати           | 0 (0,0%)   | 0 (0,0%) |
| Хиспаноамериканци | 1 (2,0%)   | 0 (0,0%) |
| Укупно            | 51         | 0        |